# Васильевское (село, Рузский городской округ)
Васильевское — деревня сельского поселения Волковское Рузского района Московской области. На 2006 год постоянного населения не было, в деревне числится 1садовое товарищество. До 2006 года Васильевское входило в состав Волковского сельского округа.
Деревня расположена в центре района, в 3 километрах севернее Рузы, на левом берегу безымянного левого притока реки Озерна, высота центра над уровнем моря 187 м.